# Халед Аль-Атасси
Халед Аль-Атасси (араб. خالد الأتاسي‎, 1837 — 1908, Хомс, Османская Империя) — религиозный лидер, юрист, ученый и поэт Османской Сирии. 

## Биография
Существуют некоторые споры о его точной дате рождения, источники варьируются от 1834 до 1837 года. Его отец, Мухаммад Эфенди Аль-Атасси, и его дядя, Саид Аль-Атасси, были Великими муфтиями Хомса. Халед Эфенди учился у известных исламских ученых своего времени в Хомсе и Дамаске.
В 1876 году был избран депутатом Хомса и Хамы в парламент Османской империи. В дальнейшем стал по предложений многих религиозным учителем мечети Халеда ибн Аль-Валида в Хомсе, должность которую его семья занимала на протяжении поколений. В 1861 году ещё при живом отце занимал должность муфтия, хотя в исламских судебных реестрах Хомса был указан как заместитель. В 1882 году муфтий Хомса Мохаммад Аль-Атасси умер, но османская администрация передала должность муфтия шейху Хафезу Аль-Джинди Аль-Абасси, который занимал этот пост до 1885 года. Халед Эфенди стал муфтием Хомса в 1885 году официальным указом, занимая должность около 9 лет, после чего её занял его брат, Абду-Латиф Аль-Атасси  .
Халед Аль-Атасси также был поэтом и писателем. Им были написаны несколько книг по теме исламской юрисдикции. Его самой известной работой была «Шарх Аль-Маджаллах», содержащая исламский свод законов, основанный на школе ханафитского масхаба.
Халед Аль-Атасси умер в 1908 году, не закончив работу над очередной книгой, но позже ее завершил его сын, Тахер аль-Атасси, также муфтий Хомса. Им книга была выпущена в 7 томах.
Несколько его сыновей и внуков занимали высокие посты в подмандатной Сирии, став министрами в сирийском правительстве и депутатами в парламенте. Первый сын, Хашим аль-Атаси, возглавил борьбу против французского мандата и стал президентом Сирийской Республики. Другой сын, Тахер Эфенди, занял пост муфтия Хомса и был избран в Совет Союза сирийских государств в 1922 году.